# Golf & Countryclub De Palingbeek
Golfclub De Palingbeek is een Belgische golfclub. De golfbaan ligt tussen de historische stad Ieper en de Franse grens.

## Geschiedenis
Waar nu het clubhuis staat, stond vroeger Kasteel Mahieu, eigendom van industriëlen uit Armentières. In de Eerste Wereldoorlog liep het zoveel schade op dat het met de grond gelijk gemaakt werd.

## De baan
In september 1990 de Engelse golfbaanarchitect Harold J. Baker begonnen met de aanleg van de golfbaan. Er werd een deel van het domein gebruikt, een ander deel is landbouwgrond. De eerste 9 holes zijn open sinds 17 mei 1992. De hele 18 holesbaan is bespeelbaar sinds 1 juli 1992.